# Piotr I Cypryjski
Piotr I Cypryjski, Piotr I de Poitiers-Lusignan (ur. 9 października 1328, zm. 17 stycznia 1369) – król Cypru i tytularny król Jerozolimy od momentu abdykacji jego ojca w 1358 do swojej śmierci w 1369.

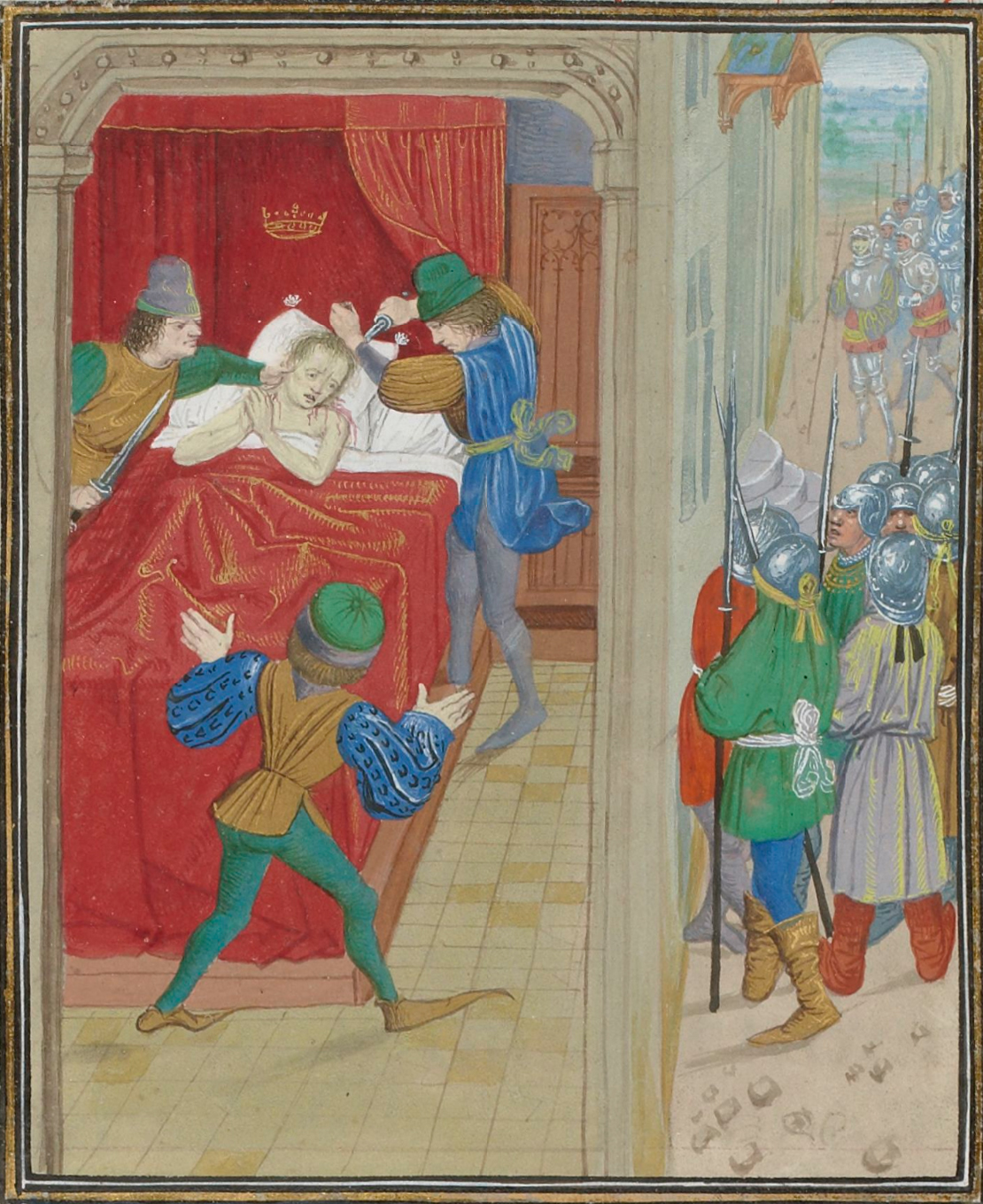
Jean Froissart: Zamordowanie Piotra I

Był drugim synem króla Hugona IV Cypryjskiego, ale pierwszym z jego drugiego małżeństwa z Alicją z Ibelinu. W młodości otrzymał tytuł hrabiego Trypolisu. Najbardziej znany jest z wyprawy dokonanej na Egipt mameluków (1365), w trakcie której zdobył i złupił Aleksandrię. Był to ostatni tak znaczący sukces militarny krzyżowców na Bliskim Wschodzie. Sama wyprawa miała jednak negatywny wpływ na handlowe kontakty między krajami chrześcijańskimi i muzułmańskimi. Piotr I Cypryjski odwiedził w 1364 Kraków i będąc gościem polskiego króla Kazimierza Wielkiego, uczestniczył w słynnej uczcie u Wierzynka. Poszukiwał wówczas sojuszników do walki z muzułmanami.
Około 28 czerwca 1342 poślubił Eschiwę de Montfort (ur. 1300), córkę i dziedziczkę Humphreya de Montfort, konstabla Cypru i tytularnego pana Toron. Eschiwa zmarła przed 1350, kiedy Piotr był wciąż nastolatkiem i dlatego małżeństwo to pozostało bezdzietne. W 1353 Piotr poślubił Eleonorę Aragońską z Gandii (ur. 1333, w Barcelonie, zm. 26 grudnia 1416), córkę infanta Don Pedro Aragońskiego, hrabiego Ribagorza, Ampurias i Prades, syna Jakuba II Sprawiedliwego, oraz jego żony Joanny de Foix, siostry infanta Don Alfonso, księcia Gandii – pretendenta do tronu aragońskiego. 

## Życie rodzinne
Z Eleonorą miał troje dzieci:
- Piotra II (ok. 1357–1382), kolejnego króla Cypru i tytularnego króla Jerozolimy,
- Małgorzatę lub Marię (ok. 1360 – ok. 1397), zaręczoną z Carlo Visconti, od 1385 żonę jej kuzyna – Jacques’a de Lusignan (zm. 1395/1397), tytularnego hrabiego Trypolisu,
- Eschiwę (? – przed 1369), zmarłą młodo.

Jego kochanką była Joanna l’Aleman. 
17 stycznia 1369 został zamordowany przez trzech swoich rycerzy, we własnym łóżku w pałacu La Cava, w Nikozji.